# Arthur Gottschalk
Arthur William Gottschalk (* 14. März 1952 in San Diego, Kalifornien) ist ein US-amerikanischer Komponist.

## Leben
Arthur Gottschalk wuchs im Nordosten der USA auf. Er studierte zunächst Medizin, wechselte dann aber zu Englischer Literatur und Komposition an der University of Michigan in Ann Arbor. 1978 erwarb er einen Doctor of Musical Arts in Komposition. Zu seinen Lehrern gehörten u. a. William Bolcom, Ross Lee Finney, George Balch Wilson und Leslie Bassett.
Er ist Professor für Komposition an der Shepherd School of Music der Rice University. Er war von 1997 bis 2010 Dekan der dortigen Fakultät für Musiktheorie und Komposition. Dort leitete er bis 2002 des Labor für Elektronische- und Computermusik. 1986 gründete er die Firma Modern Music Ventures. Er komponierte mehr als 100 Werke, darunter mehrere Filmmusiken. Er war Composer in Residence am Columbia-Princeton Electronic Music Center der Columbia University und beim Spoleto Festival USA.

## Auszeichnungen
- 1978: Charles Ives Award der American Academy of Arts and Letters
- 2004: Dr. J. Howland Auchincloss Prize der Society for New Music
- 2006: 1. Preis beim Concorso Internazionale di Composizione Originale per Banda Corciano Italia
- 2007: 2. Preis bei der New Ariel Composition Competition
- 2008: 1. Preis bei der music+culture International Competition for Composers
- 2009: ASCAP Rudolf Nissim Award
- 2009: 1. Preis bei der Ridgewood Symphony Competition
- 2009: Gewinner der Third Millennium Ensemble Composition Competition
- 2010: Gewinner der Bassoon Chamber Music Composition Competition